# 矿泉街道
矿泉街道是中国广东省广州市越秀区下辖的一个街道。辖区总面积2.7平方公里。有户籍人口69921人。

## 行政区划
矿泉街道下辖以下地区：
机务段社区、王圣堂社区、瑶台社区、松岗社区、沙涌南社区、北站社区、瑶池社区、机山巷社区、机新社区、铁通社区、兴隆社区、瑶华社区、华泉社区和站西社区